# Ernst Litfaß

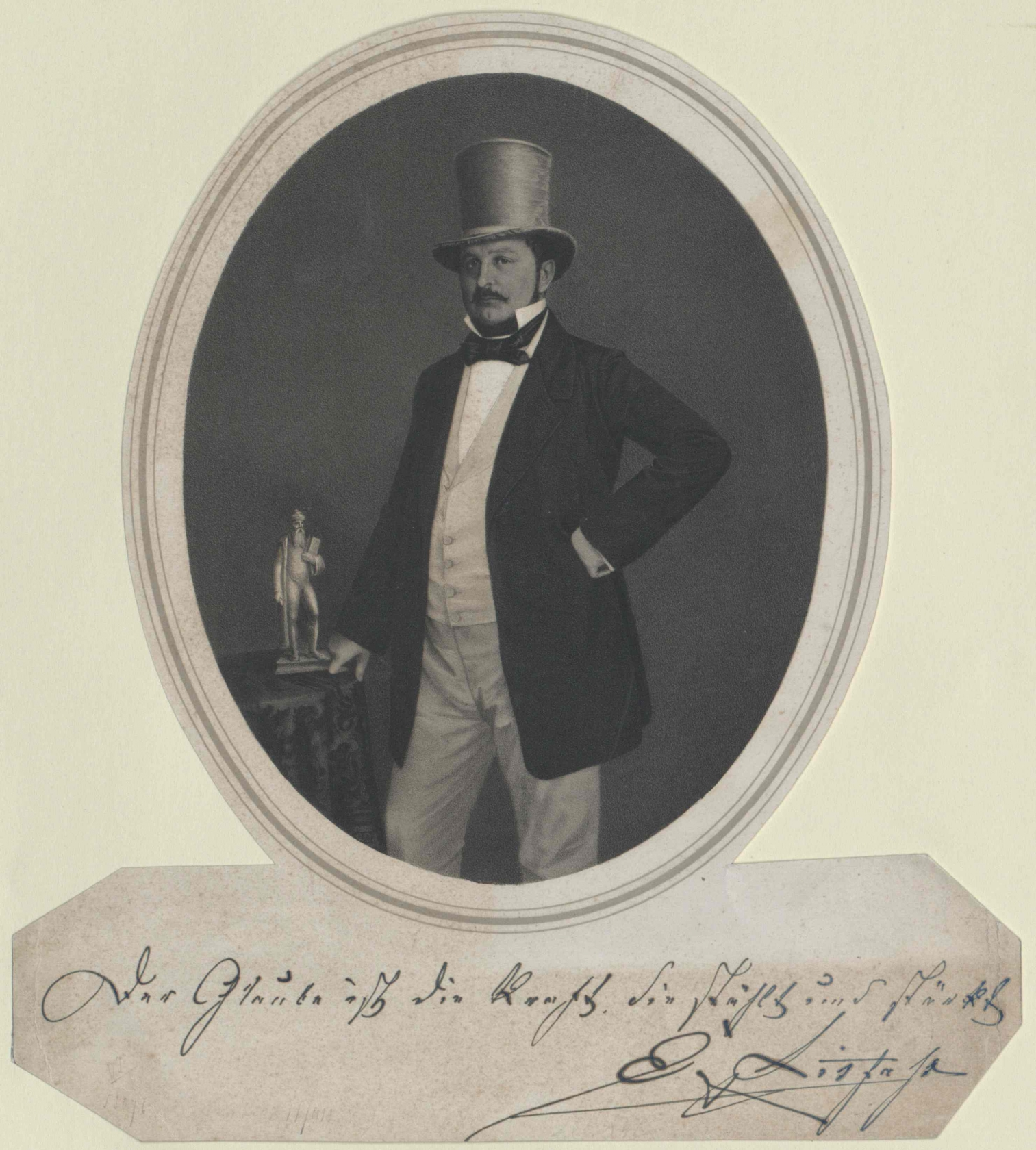
Ernst Litfaß, signiertes Porträt

Ernst Theodor Amandus Litfaß (* 11. Februar 1816 in Berlin; † 27. Dezember 1874 in Wiesbaden) war Druckereibesitzer und Verleger. Litfaß wurde als Erfinder der nach ihm benannten Litfaßsäule bekannt. Mittels zahlreicher Wohltätigkeitsveranstaltungen organisierte Litfaß Spenden für Bedürftige, z. B. invalide Soldaten oder Witwen.

## Leben und Werk

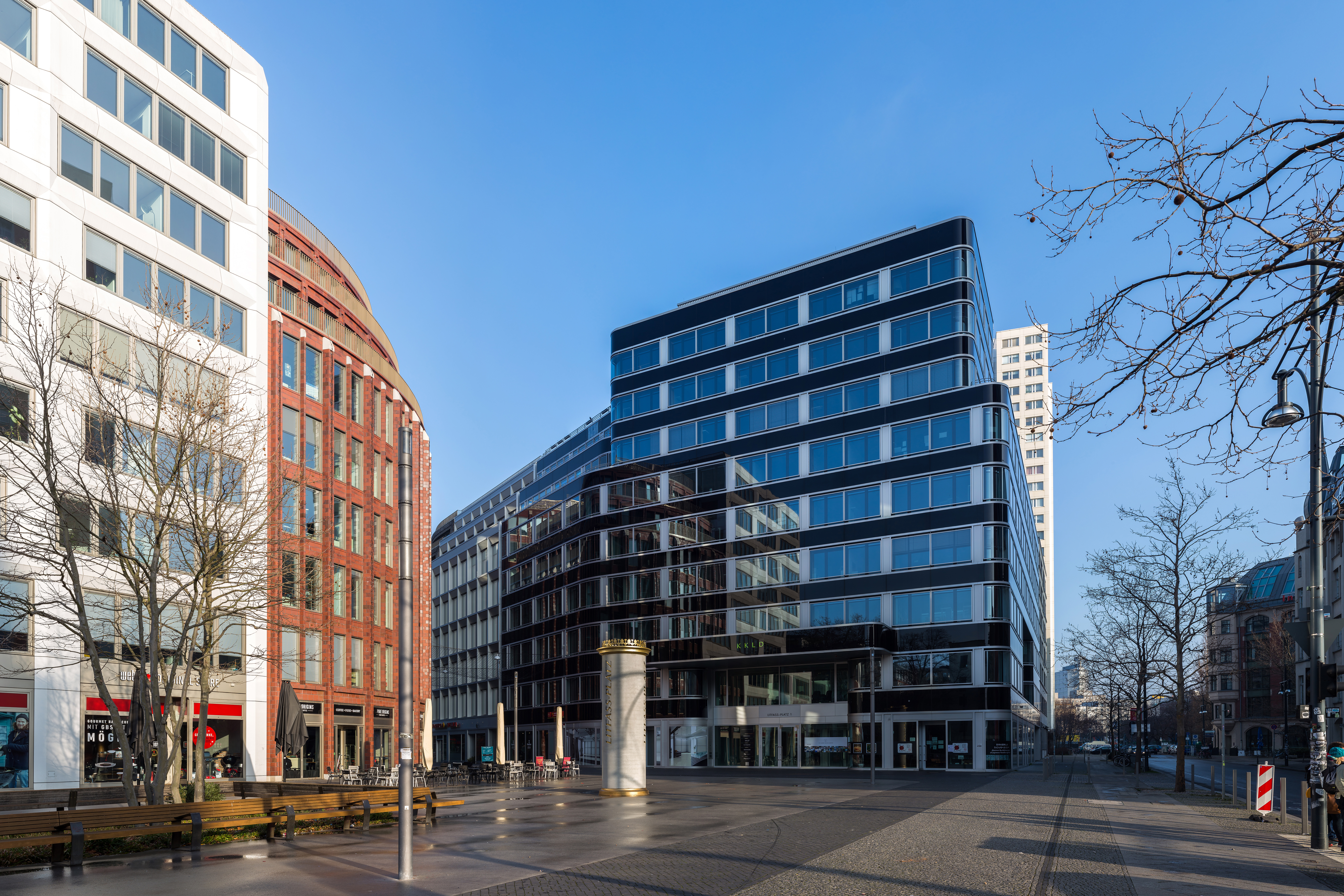
Litfaß-Platz in Berlin-Mitte

### Ausbildung und Jugenddrang
Ernst Theodor Amandus Litfaß kam am 11. Februar 1816 in Berlin als Sohn von Ernst Joseph Gregorius Litfaß und Caroline Wilhelmine Litfaß, geborene Klitzing zur Welt. Acht Tage nach seiner Geburt verstarb sein Vater, der Gründer der Litfaßschen Buchdruckerei. Die verwitwete Mutter heiratete dann den bekannten Berliner Buchdrucker und Buchhändler Leopold Wilhelm Krause in der Adlerstraße 6. Durch das Familienunternehmen geprägt, erhielt bereits der junge Litfaß bleibende Eindrücke und vielfältige Anregungen.
Nach dem Besuch der Schule beendete Ernst Litfaß eine Lehre als Buchhändler in der Schlesinger’schen Buch- und Musikalienhandlung. Diesen Beruf übte er jedoch zunächst nicht aus, sondern unternahm ausgedehnte Bildungsreisen ins westliche Europa und versuchte sich in der Schauspielerei. In dieser Zeit gründete er das Theater Lätitia am Rosenthaler Tor in Berlin, das später in das Vorstädtische Theater umbenannt wurde.

### Berufliche Laufbahn als Buchdrucker und Buchhändler
Nachdem er 1845 in das stiefväterliche Druck- und Verlagshaus eingetreten war, übernahm Ernst Litfaß das Geschäft vollends nach dem Tod seines Stiefvaters am 16. Januar 1846. Durch die Herausgabe des von ihm verfassten Declamatoriums, einer fortgesetzt erscheinenden „Auswahl ernster und heiterer Dichtungen zum Vortrage in öffentlichen und Privat-Gesellschaften“, gewann das Unternehmen viele Kunden und wurde zu einer wahren Goldgrube.
Während der März-Revolution wurde Litfaß zum Herausgeber einiger Flugschriften und Zeitungen wie des Berliner Krakehlers, der bereits ein halbes Jahr später verboten wurde, der Berliner Schnellpost (später in Berliner Curier umbenannt), des Norddeutschen Frühlingsalmanachs, des Berliner Figaro sowie des Berliner Tagestelegraphen, der 1851 erstmals erschien und das Berliner Publikum über Konzerte, Theateraufführungen sowie Unterhaltungs- und Gastronomieangebote in der Stadt unterrichtete und über einen umfangreichen Anzeigenteil verfügte (ab 1859 veröffentlicht unter dem Namen Theater-Zwischen-Acts-Zeitung). Als Verleger vollendete er schließlich 1856 durch die Ausgabe des 248. Bandes die von Johann Georg Krünitz begründete Oeconomische Encyclopädie.
Aber nicht nur im Verlegen war Litfaß tätig, er reformierte auch die Offizin: Er führte Schnellpressen und den Buntdruck nach französisch-englischem Muster ein und druckte als erster Riesenplakate im Format 20 × 30 Fuß (6,28 × 9,42 m). 1846 wurde Litfaß mit der Formatvergrößerung und Ausstattung der Anschlagzettel, die danach Litfaßzettel genannt wurden, überall populär. 1856 gründete er eine internationale Künstler-Vermittlung („Central-Kanzlei“), die ihren Betrieb aber schon drei Jahre darauf bereits wieder einstellen musste.
Aufgrund seiner „unverbrüchlichen Treue zum königlichen Hause“ wurde er 1861 zum „Commissions-Rath“ und 1863 zum Königlichen Hof-Buchdrucker ernannt. Später erhielt er vom preußischen König das alleinige Recht zur Veröffentlichung der Kriegsdepeschen und Siegesmeldungen aus den Kriegen 1866 und 1870–1871. 1867 wurde ihm schließlich der Titel „Geheimer Commissions-Rath“ verliehen.
Für den unentgeltlichen Anschlag von 192 Kriegsdepeschen wurde er mit dem preußischen Königlichen Kronen-Orden samt den Insignien des roten Johanniterkreuzes ausgezeichnet.

### Als Autor gedruckter Werke
Litfaß war auch schriftstellerisch tätig und veröffentlichte mehrere Bücher:
- Poetischer Krystallpalast. Sammlung ausgewählter komischer und ernster Vorträge für öffentliche und Privatgesellschaften. Berlin (Krause) 1857.
- Neues Declamatorium. Eine Sammlung wirkungsvoller, ernster und humoristischer Gedichte zu öffentlichen und Privat-Vorträgen ridigiert von Dr. Carl Toepfer. Erster Band enthaltend ernste Poesien. Zweiter Band: Gedichte heiteren und humoristischen Inhalts. Hamburg (T. Gassmann) um 1880 (mind. 3 Auflagen).

### Wohltätigkeit in Nachkriegsjahren

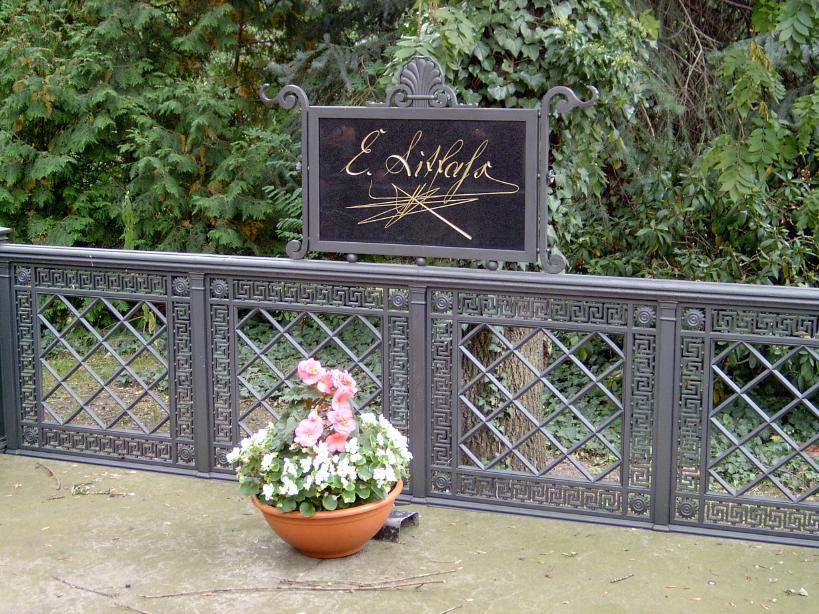
Grab von Ernst Litfaß auf dem Dorotheenstädtischen Friedhof in Berlin

Zugunsten verwundeter Soldaten und Hinterbliebener von Gefallenen der Kriege von 1864, 1866 und 1870–1871 veranstaltete er Konzerte, Feuerwerke, Bootsfahrten und Ähnliches – zum großen Teil auf eigene Kosten. Den Ertrag dieser Veranstaltungen stiftete er den jeweiligen Komitees, die diese Personen unterstützten.

### Lebensende
Während einer Kur in Wiesbaden verstarb Ernst Litfaß am 27. Dezember 1874. Das Geschäft wurde an seine minderjährigen Erben übergeben und existierte noch bis in die 1920er Jahre. Als „König der Reklame“ wurde ihm ein Ehrengrab auf dem Dorotheenstädtischen Friedhof in Berlin-Mitte zuteil. Noch zu Lebzeiten wurde sein Leben und Werk in einer Festschrift von Friedrich von Tietz festgehalten.

## Angedenken

### Die Litfaßsäule

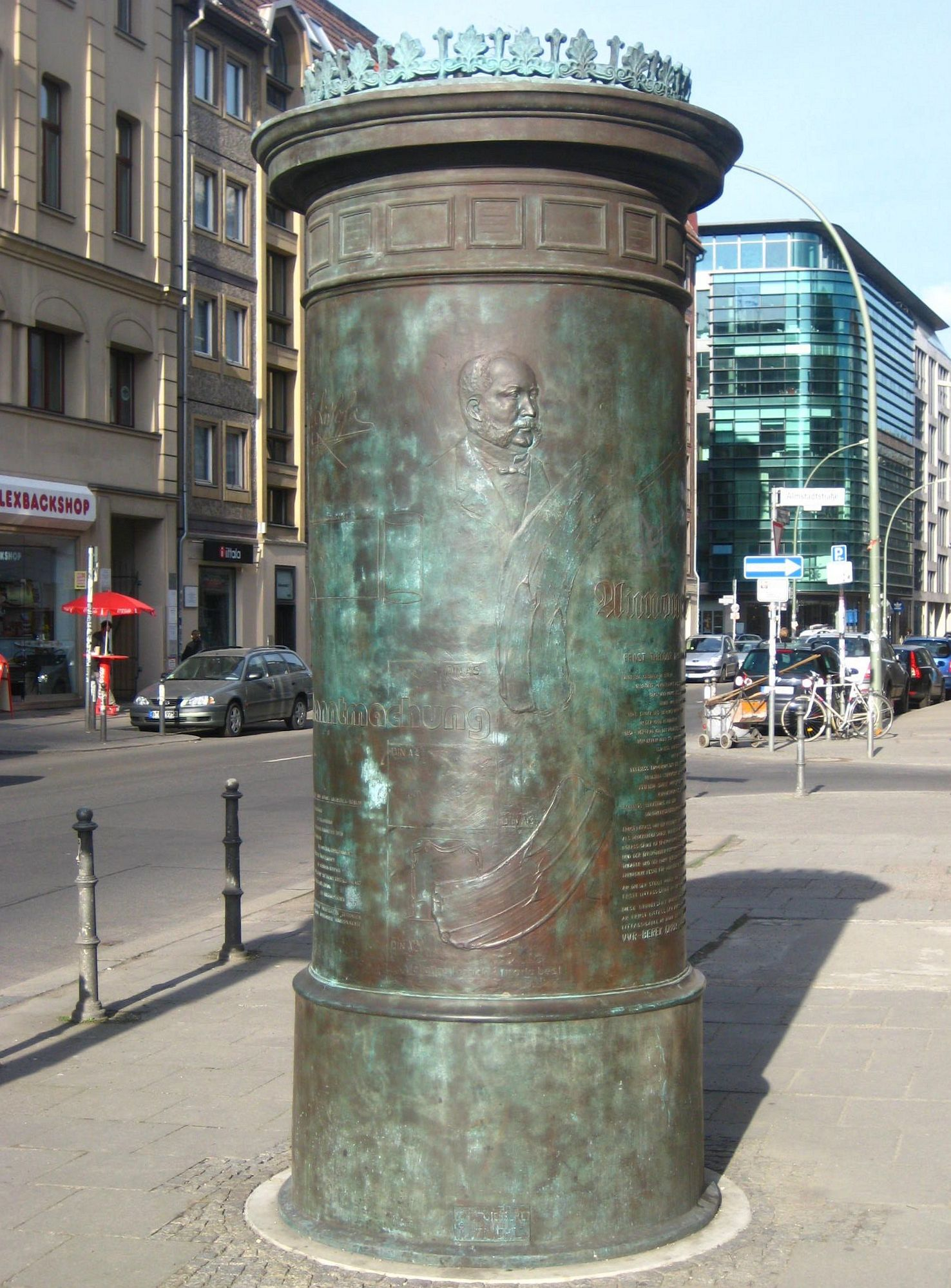
Litfaß-Denkmal in der Münzstraße nahe dem Alexanderplatz

Am bekanntesten wurde Ernst Litfaß aber durch die von ihm in Berlin eingeführten Anschlagssäulen, die ihm zu Ehren Litfaßsäulen genannt werden. Angeblich störte ihn das wilde Plakatieren im lebendigen Berlin. Bekanntmachungen und Werbung für Orchesteraufführungen, Theatervorstellungen oder für den Zirkus wurden wild an Mauern und Häuserwände geklebt. Deshalb nahm er sich die Städte Paris, Brüssel und London, die er mehrmals bereist hatte, zum Vorbild.
Am 5. Dezember 1854 erhielt er vom Polizeipräsidenten von Hinckeldey die Konzession zur „Errichtung einer Anzahl von Anschlagsäulen auf fiskalischem Straßenterrain zwecks unentgeltlicher Aufnahme der Plakate öffentlicher Behörden und gewerbsmäßiger Veröffentlichungen von Privatanzeigen“. Diese gestattete die Aufstellung von zunächst 150 „Annoncier-Säulen“ (es wurden 100 neue Säulen errichtet sowie 50 bereits existierende Brunnen und Pissoirs zum Zwecke der Plakatierung mit Holz verkleidet). Die Finanzierung dieser ersten Säulen übernahm Ernst Renz.
Am 15. April 1855 wurde die erste Säule an der sogenannten „Ziegenbockswache“ in der Münzstraße (Berlin-Mitte) errichtet, aber erst am 1. Juli 1855 wurden die 100 Säulen und 50 Brunnenumhüllungen öffentlich präsentiert. Eine eigens komponierte Litfaß Annoncir-Polka vom ungarischen Komponisten Béla Kéler verlieh dem feierlichen Festakt Flair. In den folgenden Jahren errichtete Litfaß weitere solcher Reklameträger. Durch seine Weitsicht erkannte Litfaß früh das kommende Geschäft der Reklame und sicherte sich das alleinige Recht zur Plakatierung für Berlin, wodurch er später zu großem Reichtum kam. Im Berliner Volksmund wurde Litfaß auch als „Säulenheiliger“ genannt in Anspielung an die antiken Tempel-Statuen. Bei der Neuausschreibung der Konzession im Jahre 1880 unterlagen seine Nachkommen der Konkurrenz von der Firma Nauck & Hartmann in Berlin, die ein Angebot von 35.000 Mark unterbreitet hatte.
Dass man mit der Litfaßsäule an zentralen Orten auffällig werben konnte, wird auch dadurch bestätigt, dass nach dem Tod des Buchdruckers Litfaß in ganz Deutschland solche Säulen aufgestellt wurden. Heute gibt es noch 67.000 Litfaßsäulen in ganz Deutschland, wovon etwa 50.000 zur Werbung für kulturelle Veranstaltungen genutzt werden.
Keinem zweiten Deutschen wurden je so viele „Denkmäler“ gesetzt wie Ernst Litfaß. Eine Litfaß-Säule in Bronze erinnert seit 2006 in der Münzstraße an der Stelle an ihn, wo einst seine erste Annonciersäule stand. Das Denkmal wurde von der VVR Berek gestiftet, die die Rechtsnachfolgerin der von Litfaß gegründeten Firma ist.

### Gedenkbriefmarken
Die Landespostdirektion Berlin gab 1979 zum 125-jährigen Jubiläum der Litfaßsäulen in Berlin eine Gedenkbriefmarke heraus. Im Januar 2016 gab die Deutsche Post eine Gedenkbriefmarke anlässlich des 200. Geburtstages von Ernst Litfaß heraus. Das Motiv wurde von Gregor Schöner aus Bremen entworfen. Der Wert der Marke beträgt 0,70 € für Standardbriefe.

### Benennungen von Straßen- und Plätzen

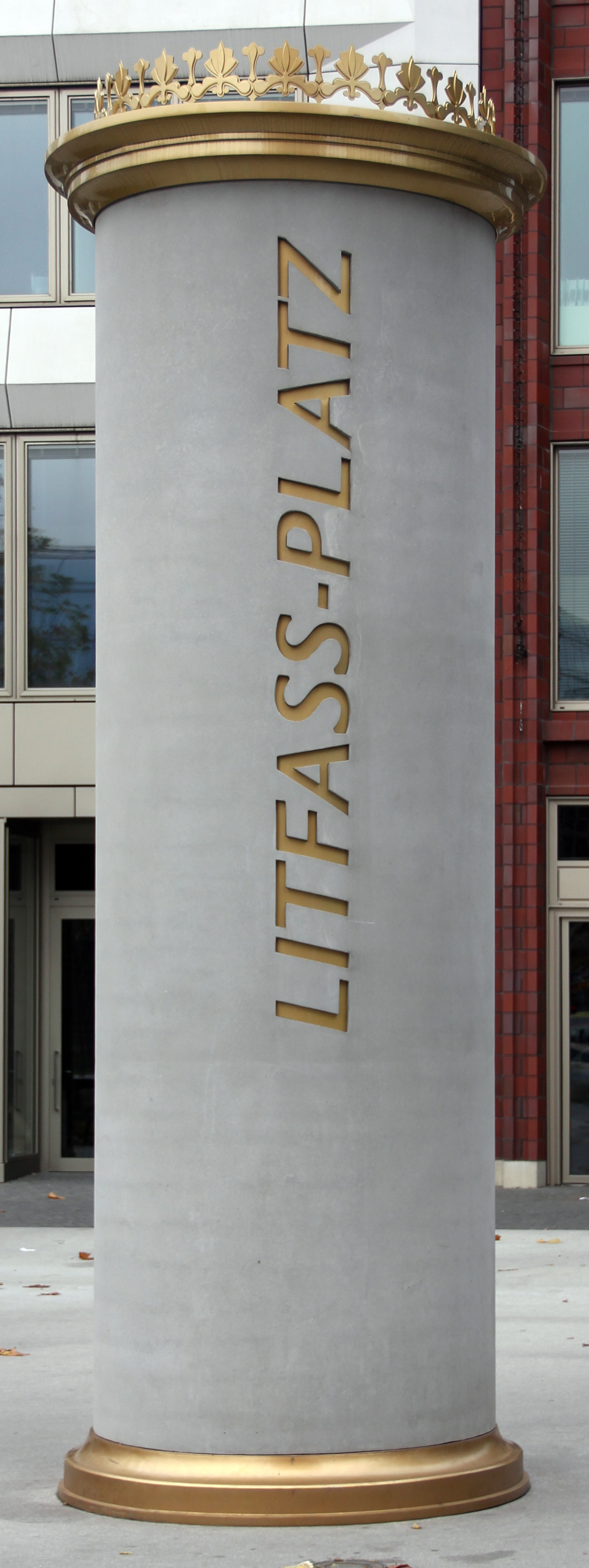
Litfaß-Denkmal, Litfaß-Platz 2, Berlin-Mitte

Seit Januar 2011 gibt es in Berlin den Litfaß-Platz. Der Platz entstand auf dem neu bebauten Gelände südlich des Bahnhofs Hackescher Markt, dem Hackeschen Quartier. Am Litfaß-Platz 1 hat die Berliner Werbeagentur Scholz & Friends ihren Sitz, die an der Namensgebung des Platzes beteiligt war.
In der Mitte des Platzes steht eine 5,25 m hohe Säule, die auf die Namensgebung des Areals hinweist.
Des Weiteren gibt es eine Ernst-Litfaß-Straße im Gewerbegebiet von Zarrentin am Schaalsee.
In Wien, 3.Bezirk, ist die Litfaßstraße nach ihm benannt.

### Die Ernst-Litfaß-Schule
Die Ernst-Litfaß-Schule, Oberstufenzentrum Druck- und Medientechnik in Berlin-Wittenau trägt ihm zu Ehren seinen Namen.

### Als Quelle genutzte Literatur
- Sabine Reichwein: Die Litfaßsäule. Die 125-jährige Geschichte eines Straßenmöbels aus Berlin. Presse- und Informationsamt des Landes Berlin, Berlin 1980, DNB 810346176 (Teil der Bibliothek des Börsenvereins des Deutschen Buchhandels e. V., Frankfurt am Main).
- Rudolf Schmidt: Deutsche Buchhändler. Deutsche Buchdrucker. Beiträge zu einer Firmengeschichte des deutschen Buchwesens. 6 Bände, Schmidt, Eberswalde 1902–1908, DNB 560897278, Nachdruck in einem Band: Olms, Hildesheim, New York, NY 1979, ISBN 3-487-06943-1 (Teil der Bibliothek des Börsenvereins des Deutschen Buchhandels e. V., Frankfurt am Main).
- Friedrich von Tietz: ERNST LITFASS' industrielle und private Wirksamkeit. ZUR FEIER seines 25 jährigen Principals- und Bürger-Jubiläums nach authentischen Thatsachen. Festschrift, Berlin 1871, Neudruck der Original-Festschrift von Fr. Tietz aus dem Jahr 1871 durch Ernst Litfass’ Erben, Berlin C 19, Adlerstrasse 6, F. Volckmar, Leipzig / E. Litfass’ Erben, Berlin 1921, DNB 361763212.

### Weitere Literatur
- Emil Bauer: Litfaß. In: Allgemeine Deutsche Biographie (ADB). Band 18, Duncker & Humblot, Leipzig 1883, S. 779–781. (Familienartikel)
- Steffen Damm und Klaus Siebenhaar: Ernst Litfaß und sein Erbe: eine Kulturgeschichte der Litfaßsäule. (Publikation des Instituts für Kultur- und Medienmanagement der Freien Universität Berlin.) Bostelmann und Siebenhaar, Berlin 2005, ISBN 3-936962-22-7.
- Wilfried F. Schoeller: Ernst Litfaß, der Reklamekönig. Schöffling, Frankfurt am Main 2005, ISBN 3-89561-083-6.
- Günter Henkel (Hrsg.): Ernst Litfass: (1816–1874); Bestandskatalog des Nachlasses; Sonderausstellung anlässlich des 150. Geschäfts- und Bürgerjubiläums von Ernst Litfass im Märkischen Museum/Stadtmuseum Berlin. Stadtmuseum, Berlin 1996, ISBN 3-910029-12-4.
- Bodo Rollka: Litfaß, Ernst. In: Neue Deutsche Biographie (NDB). Band 14, Duncker & Humblot, Berlin 1985, ISBN 3-428-00195-8, S. 705 f. (Digitalisat).
- Hermann Stotz: Die Verleihung der Ernst-Litfass-Medaille an Herbert Leupin, Basel, verbunden mit einer Feierstunde für Ernst Litfass (1816–1874). Dt. Eisenbahn-Reklame GmbH, Zentraldirektion, Kassel 1974.

## Film
- Der Erfinder der Litfaß-Säule wird 200! Fernseh-Reportage, Deutschland, 2016, 6:48 Min., Buch und Regie: Dagmar Lembke, Moderation: Gerald Meyer, Produktion: rbb, Redaktion: Theodor. Geschichte(n) aus der Mark, Erstsendung: 7. Februar 2016 bei rbb, Inhaltsangabe von ARD, online-Video von rbb.